# Islamisches Zentrum Genf
Das Islamische Zentrum Genf (Centre islamique de Genève) wurde 1961 von dem Ägypter Said Ramadan, dem führenden Aktivisten der Muslimbrüder, nach seiner Flucht aus dem syrischen Exil gegründet. Er leitete das Zentrum bis zu seinem Tod 1995, als sein Nachfolger amtiert seither sein Sohn Hani Ramadan. Der Vorstand des Zentrums setzt sich hauptsächlich aus der Witwe des Gründers und ihren Kindern zusammen, darunter auch Tariq Ramadan.
Die Finanzierung des Zentrums erfolgte zunächst teils durch die ägyptischen Muslimbrüder, teils durch den damaligen saudischen Prinz Faisal, bis 1971 auch durch die Islamische Weltliga. Seit der Einweihung der Genfer Moschee 1978 wird das Zentrum auch die kleine Moschee Genfs bezeichnet.